# Александер-хаус (Бойсе)
Александер-хаус — дом в стиле королевы Анны, построенный в Бойсе, штат Айдахо, в 1897 году. Дом был построен для Мозеса Александера в год, когда он стал мэром Бойсе. Позже Александер стал губернатором штата Айдахо.
По данным Boise Parks and Recreation, строительство Александер-хауса было вдохновлено тем, что «жена мэра, Хелена, увидела в газете фотографию с планами двухэтажного дома со множеством фронтонов. Следуя этим указаниям, два плотника смогли построить деревянное каркасное здание».
10 апреля 1897 года в газете Coeur d’Alene Press была опубликована иллюстрация и поэтажный план дома, похожего на Александер-хаус.
В 1972 году дом был внесён в Национальный реестр исторических мест, а в 1977 году Натан Александер, внук Мозеса, продал дом штату Айдахо.